# Ali Jasim
Ali Jasim, pseudonimo di Ali-Jasim El-Aibi Al-Tameemi (in arabo علي جاسم‎?; Baghdad, 20 gennaio 2004), è un calciatore iracheno, attaccante del Como e della nazionale irachena.

## Caratteristiche tecniche
È un attaccante d'area che gioca come ala sinistra pur potendo occupare le posizioni di ala destra e punta centrale. Possiede un tiro potente, calcia sfruttando il destro che è il suo piede forte, ma è abile anche nel dribblaggio. Ali è ritenuto uno degli attaccanti asiatici più forti della propria generazione, inoltre come rigorista tira bene dagli undici metri.

## Carriera

### Club

#### Al-Karkh
A 14 anni e 287 giorni, Ali Jasim fa il suo debutto nella Prima Lega (la massima serie irachena) con la maglia dell'Al-Karkh nel match contro l'Al-Zawraa del 3 novembre 2018, diventando il più giovane esordiente di sempre nella competizione. Il 24 luglio successivo, segna il suo primo gol per il club nell'ultimo match del campionato 2018-19 contro l'Amanat Baghdad.

#### Al-Shorta
Nella stagione 2019-20, Ali Jasim si trasferisce nella squadra campione in carica della Prima Lega, l'Al-Shorta, allenata da Abdul Ghani Shahad, tuttavia la stagione verrà cancellata a causa della pandemia di COVID-19. Fa il suo debutto per la nuova squadra il 17 novembre 2020 nel match di Coppa d'Iraq contro Al-Khalis, vinto per 5-0, subentrando dalla panchina. Con l'arrivo in panchina del tecnico serbo Aleksandar Ilić, Jasim colleziona una presenza da titolare e otto da subentrato nel campionato 2020-21, contribuendo alla quarta posizione in classifica dell'Al-Shorta, oltre che alle semifinali della Coppa d'Iraq.

#### Al-Kahrabaa
Il 28 dicembre 2021, Jasim firma per l'Al-Kahrabaa. Sotto la guida del tecnico Luay Salah, Jassim segna 4 gol nel campionato 2021-22, e altri 6 nella stagione successiva, nella quale l'Al-Kahrabaa termina la stagione al quinto posto, la posizione più alta mai raggiunta nella storia del club, che gli consente di qualificarsi per la Coppa dell'AFC. Inoltre, Jasim aiuta la squadra a raggiungere la finale della Coppa d'Iraq 2021-22, nella quale gioca i primi 60 minuti, ma non riuscendo ad alzare il trofeo dopo la sconfitta per 2-1 contro la sua ex squadra, l'Al-Karkh.
Dopo aver impressionato molto con la maglia della nazionale irachena U-20, il giornalista Fabrizio Romano lo accosta ad alcune squadre europee che avrebbero provato ad ingaggiarlo, come il Gent in Belgio e i turchi del Trabzonspor.

#### Antalyaspor
Il 20 luglio 2023, Jasim firma un contratto triennale con l'Antalyaspor, squadra che milita nella Süper Lig. Tuttavia, la sua esperienza in Turchia termina dopo soli due giorni, a seguito della rescissione consensuale del contratto per motivi personali, tornando quindi all'Al-Kahrabaa in Iraq.

#### Al-Quwa Al-Jawiya
Il 2 agosto 2023, Jasim si trasferisce all'Al-Quwa Al-Jawiya in prestito dall'Al-Kahrabaa. Segna una doppietta all'esordio nella fase a gironi della AFC Champions League 2023-2024, nel match pareggiato 2-2 contro il Sepahan, e si ripete nel match successivo, vinto per 2-1 contro l'AGMK. Queste prestazioni lo rendono il calciatore più giovane di sempre ad aver segnato almeno 3 gol nella AFC Champions League con i suoi 19 anni. Segna il suo quarto gol nella competizione nella vittoria per 2-0 contro l'Al-Ittihād, compagine campione in carica della Saudi Pro League.

#### Como e prestito all'Almere City
Il 24 luglio 2024 viene ufficializzato il suo passaggio al Como, col quale ha firmato un contratto triennale, il costo del cartellino è di 4.5 milioni di euro. Esordisce con la maglia lariana il 29 settembre successivo nella partita casalinga vinta 3-2 contro l'Hellas Verona.
Il 28 gennaio 2025 viene ceduto in prestito all'Almere City.

### Nazionale
Jasim partecipa alla Coppa d'Asia Under-20 2023 con la selezione irachena di categoria. Segna il gol decisivo nella sfida ai quarti di finale contro l'Iran, permettendo alla sua squadra di qualificarsi al Campionato mondiale di calcio Under-20 2023. Si ripete nella semifinale contro il Giappone, che l'Iraq vincerà ai calci di rigore, con Jasim che realizzerà uno dei piazzati. L'Iraq si fermerà in finale, uscendo sconfitto per 1-0 contro l'Uzbekistan, nazione ospitante.
Prende parte a tutte e tre le partite dell'Iraq al Mondiale U-20 2023, dove la compagine esce sconfitta per 0-4 e per 0-3 rispettivamente contro Uruguay e Tunisia, e pareggia per 0-0 contro l'Inghilterra, venendo eliminata alla fase a gironi.
Fa il suo debutto con la nazionale maggiore dell'Iraq il 13 ottobre 2023 in un match amichevole contro il Qatar. Il 4 gennaio 2024, Jasim viene inserito dal commissario tecnico Jesús Casas nella lista dei 26 giocatori convocati per la Coppa d'Asia 2023. Il 6 giugno 2024 segna il suo primo gol con l'Iraq in occasione del match valevole per le qualificazioni al mondiale 2026 contro l'Indonesia, portando il risultato sul definitivo 0-2 per i "Leoni della Mesopotamia".
Gioca con la Nazionale Under-23, nella Coppa d'Asia di categoria, segna un rigore sia battendo per 4-2 il Tajikistan che per 1-0 il Vietnam, inoltre segna il gol del 2-1 sconfiggendo l'Indonesia nella partita valevole per il terzo posto e per l'ingresso alle Olimpiadi Parigi 2024. Nella prima partita, contro l'Ucraina, Ali subentra al 58' e segna la rete del 2-1 al 75', regalando l'unica vittoria del torneo all'Iraq, che subisce l'eliminazione nella fase a gironi.

## Statistiche

### Presenze e reti nei club
Statistiche aggiornate al 16 febbraio 2025.
| Stagione        | Squadra           | Campionato      | Campionato | Campionato | Coppe nazionali | Coppe nazionali | Coppe nazionali | Coppe continentali | Coppe continentali | Coppe continentali | Altre coppe | Altre coppe | Altre coppe | Totale | Totale | Totale |
| Stagione        | Squadra           | Comp            | Pres       | Reti       | Comp            | Pres            | Reti            | Comp               | Pres               | Reti               | Comp        | Pres        | Reti        | Pres   | Reti   |        |
| --------------- | ----------------- | --------------- | ---------- | ---------- | --------------- | --------------- | --------------- | ------------------ | ------------------ | ------------------ | ----------- | ----------- | ----------- | ------ | ------ | ------ |
| 2020-2021       | Al-Shorta         | PL              | 9          | 0          | CI              | 3               | 0               | -                  | -                  | -                  | -           | -           | -           | 12     | 0      |        |
| 2023-2024       | Al-Quwa Al-Jawiya | PL              | 31         | 9          | CI              | 3               | 1               | ACL                | 5                  | 4                  | -           | -           | -           | 39     | 14     |        |
| 2024-gen. 2025  | Como              | A               | 2          | 0          | CI              | 0               | 0               | -                  | -                  | -                  | -           | -           | -           | 2      | 0      |        |
| gen.-giu. 2025  | Almere City       | ED              | 2          | 0          | CO              | -               | -               | -                  | -                  | -                  | -           | -           | -           | 2      | 0      |        |
| Totale carriera | Totale carriera   | Totale carriera | 44         | 9          |                 | 6               | 1               |                    | 5                  | 4                  |             | -           | -           | 55     | 14     |        |

### Cronologia presenze e reti in nazionale
| Cronologia completa delle presenze e delle reti in nazionale ― Iraq | Cronologia completa delle presenze e delle reti in nazionale ― Iraq | Cronologia completa delle presenze e delle reti in nazionale ― Iraq | Cronologia completa delle presenze e delle reti in nazionale ― Iraq | Cronologia completa delle presenze e delle reti in nazionale ― Iraq | Cronologia completa delle presenze e delle reti in nazionale ― Iraq | Cronologia completa delle presenze e delle reti in nazionale ― Iraq | Cronologia completa delle presenze e delle reti in nazionale ― Iraq |
| Data                                                                | Città                                                               | In casa                                                             | Risultato                                                           | Ospiti                                                              | Competizione                                                        | Reti                                                                | Note                                                                |
| ------------------------------------------------------------------- | ------------------------------------------------------------------- | ------------------------------------------------------------------- | ------------------------------------------------------------------- | ------------------------------------------------------------------- | ------------------------------------------------------------------- | ------------------------------------------------------------------- | ------------------------------------------------------------------- |
| 13-10-2023                                                          | Amman                                                               | Qatar                                                               | 0 – 0                                                               | Iraq                                                                | Amichevole                                                          | -                                                                   | 64’                                                                 |
| 17-10-2023                                                          | Amman                                                               | Iraq                                                                | 2 – 2                                                               | Giordania                                                           | Amichevole                                                          | -                                                                   |                                                                     |
| 16-11-2023                                                          | Bassora                                                             | Iraq                                                                | 5 – 1                                                               | Indonesia                                                           | Qual. Mondiali 2026                                                 | -                                                                   |                                                                     |
| 21-11-2023                                                          | Hanoi                                                               | Vietnam                                                             | 0 – 1                                                               | Iraq                                                                | Qual. Mondiali 2026                                                 | -                                                                   | 80’                                                                 |
| 6-1-2024                                                            | Abu Dhabi                                                           | Iraq                                                                | 0 – 1                                                               | Corea del Sud                                                       | Amichevole                                                          | -                                                                   | 46’                                                                 |
| 15-1-2024                                                           | Al Rayyan                                                           | Indonesia                                                           | 1 – 3                                                               | Iraq                                                                | Coppa d'Asia 2023 - 1º turno                                        | -                                                                   |                                                                     |
| 19-1-2024                                                           | Al Rayyan                                                           | Iraq                                                                | 2 – 1                                                               | Giappone                                                            | Coppa d'Asia 2023 - 1º turno                                        | -                                                                   | 77’                                                                 |
| 24-1-2024                                                           | Doha                                                                | Iraq                                                                | 3 – 2                                                               | Vietnam                                                             | Coppa d'Asia 2023 - 1º turno                                        | -                                                                   | 46’                                                                 |
| 29-1-2024                                                           | Doha                                                                | Iraq                                                                | 2 – 3                                                               | Giordania                                                           | Coppa d'Asia 2023 - Ottavi di finale                                | -                                                                   |                                                                     |
| 21-3-2024                                                           | Bassora                                                             | Iraq                                                                | 1 – 0                                                               | Filippine                                                           | Qual. Mondiali 2026                                                 | -                                                                   |                                                                     |
| 26-3-2024                                                           | Manila                                                              | Filippine                                                           | 0 – 5                                                               | Iraq                                                                | Qual. Mondiali 2026                                                 | -                                                                   | 69’                                                                 |
| 6-6-2024                                                            | Giacarta                                                            | Indonesia                                                           | 0 – 2                                                               | Iraq                                                                | Qual. Mondiali 2026                                                 | 1                                                                   | 46’                                                                 |
| 11-6-2024                                                           | Bassora                                                             | Iraq                                                                | 3 – 1                                                               | Vietnam                                                             | Qual. Mondiali 2026                                                 | 1                                                                   |                                                                     |
| 5-9-2024                                                            | Bassora                                                             | Iraq                                                                | 1 – 0                                                               | Oman                                                                | Qual. Mondiali 2026                                                 | -                                                                   | 60’                                                                 |
| 10-9-2024                                                           | Kuwait City                                                         | Kuwait                                                              | 0 – 0                                                               | Iraq                                                                | Qual. Mondiali 2026                                                 | -                                                                   | 46’                                                                 |
| 10-10-2024                                                          | Bassora                                                             | Iraq                                                                | 1 – 0                                                               | Palestina                                                           | Qual. Mondiali 2026                                                 | -                                                                   | 65’                                                                 |
| 15-10-2024                                                          | Yongin                                                              | Corea del Sud                                                       | 3 – 2                                                               | Iraq                                                                | Qual. Mondiali 2026                                                 | -                                                                   | 46’                                                                 |
| 14-11-2024                                                          | Bassora                                                             | Iraq                                                                | 0 – 0                                                               | Giordania                                                           | Qual. Mondiali 2026                                                 | -                                                                   | 85’                                                                 |
| 19-11-2024                                                          | Mascate                                                             | Oman                                                                | 0 – 1                                                               | Iraq                                                                | Qual. Mondiali 2026                                                 | -                                                                   |                                                                     |
| 22-12-2024                                                          | Al Kuwait                                                           | Iraq                                                                | 1 – 0                                                               | Yemen                                                               | Coppa delle nazioni del Golfo 2024 - 1º turno                       | -                                                                   | 73’                                                                 |
| 25-12-2024                                                          | Al Kuwait                                                           | Bahrein                                                             | 2 – 0                                                               | Iraq                                                                | Coppa delle nazioni del Golfo 2024 - 1º turno                       | -                                                                   | 73’                                                                 |
| 28-12-2024                                                          | Al Kuwait                                                           | Iraq                                                                | 1 – 3                                                               | Arabia Saudita                                                      | Coppa delle nazioni del Golfo 2024 - 1º turno                       | -                                                                   | 59’                                                                 |
| 20-3-2025                                                           | Bassora                                                             | Iraq                                                                | 2 – 2                                                               | Kuwait                                                              | Qual. Mondiali 2026                                                 | -                                                                   |                                                                     |
| 25-3-2025                                                           | Amman                                                               | Palestina                                                           | 2 – 1                                                               | Iraq                                                                | Qual. Mondiali 2026                                                 | -                                                                   |                                                                     |
| 5-6-2025                                                            | Bassora                                                             | Iraq                                                                | 0 – 2                                                               | Corea del Sud                                                       | Qual. Mondiali 2026                                                 | -                                                                   | 46’                                                                 |
| 10-6-2025                                                           | Amman                                                               | Giordania                                                           | 0 – 1                                                               | Iraq                                                                | Qual. Mondiali 2026                                                 | -                                                                   | 62’                                                                 |
| Totale                                                              |                                                                     | Presenze                                                            | 26                                                                  |                                                                     | Reti                                                                | 2                                                                   |                                                                     |

| Cronologia completa delle presenze e delle reti in nazionale ― Iraq olimpica | Cronologia completa delle presenze e delle reti in nazionale ― Iraq olimpica | Cronologia completa delle presenze e delle reti in nazionale ― Iraq olimpica | Cronologia completa delle presenze e delle reti in nazionale ― Iraq olimpica | Cronologia completa delle presenze e delle reti in nazionale ― Iraq olimpica | Cronologia completa delle presenze e delle reti in nazionale ― Iraq olimpica | Cronologia completa delle presenze e delle reti in nazionale ― Iraq olimpica | Cronologia completa delle presenze e delle reti in nazionale ― Iraq olimpica |
| Data                                                                         | Città                                                                        | In casa                                                                      | Risultato                                                                    | Ospiti                                                                       | Competizione                                                                 | Reti                                                                         | Note                                                                         |
| ---------------------------------------------------------------------------- | ---------------------------------------------------------------------------- | ---------------------------------------------------------------------------- | ---------------------------------------------------------------------------- | ---------------------------------------------------------------------------- | ---------------------------------------------------------------------------- | ---------------------------------------------------------------------------- | ---------------------------------------------------------------------------- |
| 24-7-2024                                                                    | Décines-Charpieu                                                             | Iraq                                                                         | 2 – 1                                                                        | Ucraina                                                                      | Olimpiadi 2024 - 1º turno                                                    | 1                                                                            | 58’                                                                          |
| 27-7-2024                                                                    | Décines-Charpieu                                                             | Argentina                                                                    | 3 – 1                                                                        | Iraq                                                                         | Olimpiadi 2024 - 1º turno                                                    | -                                                                            | 87’                                                                          |
| 30-7-2024                                                                    | Nizza                                                                        | Marocco                                                                      | 3 – 0                                                                        | Iraq                                                                         | Olimpiadi 2024 - 1º turno                                                    | -                                                                            | 31’                                                                          |
| Totale                                                                       |                                                                              | Presenze                                                                     | 3                                                                            |                                                                              | Reti                                                                         | 1                                                                            |                                                                              |

| Cronologia completa delle presenze e delle reti in nazionale ― Iraq under 23 | Cronologia completa delle presenze e delle reti in nazionale ― Iraq under 23 | Cronologia completa delle presenze e delle reti in nazionale ― Iraq under 23 | Cronologia completa delle presenze e delle reti in nazionale ― Iraq under 23 | Cronologia completa delle presenze e delle reti in nazionale ― Iraq under 23 | Cronologia completa delle presenze e delle reti in nazionale ― Iraq under 23 | Cronologia completa delle presenze e delle reti in nazionale ― Iraq under 23 | Cronologia completa delle presenze e delle reti in nazionale ― Iraq under 23 |
| Data                                                                         | Città                                                                        | In casa                                                                      | Risultato                                                                    | Ospiti                                                                       | Competizione                                                                 | Reti                                                                         | Note                                                                         |
| ---------------------------------------------------------------------------- | ---------------------------------------------------------------------------- | ---------------------------------------------------------------------------- | ---------------------------------------------------------------------------- | ---------------------------------------------------------------------------- | ---------------------------------------------------------------------------- | ---------------------------------------------------------------------------- | ---------------------------------------------------------------------------- |
| 25-8-2023                                                                    | ?                                                                            | Iraq under 23                                                                | 1 – 1                                                                        | Sudan under 23                                                               | Amichevole                                                                   | -                                                                            |                                                                              |
| 31-8-2023                                                                    | ?                                                                            | Iraq under 23                                                                | 1 – 2                                                                        | Oman under 23                                                                | Amichevole                                                                   | -                                                                            |                                                                              |
| 6-9-2023                                                                     | Al Kuwait                                                                    | Iraq under 23                                                                | 13 – 0                                                                       | Macao under 23                                                               | Qualificazioni Coppa d'Asia AFC Under-23 2024                                | 2                                                                            | 45’                                                                          |
| 9-9-2023                                                                     | Al Kuwait                                                                    | Timor Est under 23                                                           | 0 – 6                                                                        | Iraq under 23                                                                | Qualificazioni Coppa d'Asia AFC Under-23 2024                                | 1                                                                            | 59’                                                                          |
| 12-9-2023                                                                    | Al Kuwait                                                                    | Iraq under 23                                                                | 2 – 2                                                                        | Kuwait under 23                                                              | Qualificazioni Coppa d'Asia AFC Under-23 2024                                | -                                                                            | 69’                                                                          |
| 16-4-2024                                                                    | Al Wakrah                                                                    | Iraq under 23                                                                | 0 – 2                                                                        | Thailandia under 23                                                          | Coppa d'Asia AFC Under-23 2024                                               | -                                                                            | 34’                                                                          |
| 19-4-2024                                                                    | Al Wakrah                                                                    | Tagikistan under 23                                                          | 2 – 4                                                                        | Iraq under 23                                                                | Coppa d'Asia AFC Under-23 2024                                               | 1                                                                            |                                                                              |
| 22-4-2024                                                                    | Al Rayyan                                                                    | Arabia Saudita under 23                                                      | 1 – 2                                                                        | Iraq under 23                                                                | Coppa d'Asia AFC Under-23 2024                                               | 1                                                                            |                                                                              |
| 26-4-2024                                                                    | Al Wakrah                                                                    | Iraq under 23                                                                | 1 – 0                                                                        | Vietnam under 23                                                             | Coppa d'Asia AFC Under-23 2024                                               | 1                                                                            |                                                                              |
| 29-4-2024                                                                    | Al Rayyan                                                                    | Giappone under 23                                                            | 2 – 0                                                                        | Iraq under 23                                                                | Coppa d'Asia AFC Under-23 2024                                               | -                                                                            |                                                                              |
| 2-5-2024                                                                     | Doha                                                                         | Iraq under 23                                                                | 2 – 1                                                                        | Indonesia under 23                                                           | Coppa d'Asia AFC Under-23 2024                                               | 1                                                                            | 113’                                                                         |
| Totale                                                                       |                                                                              | Presenze                                                                     | 11                                                                           |                                                                              | Reti                                                                         | 7                                                                            |                                                                              |

| Cronologia completa delle presenze e delle reti in nazionale ― Iraq under 20 | Cronologia completa delle presenze e delle reti in nazionale ― Iraq under 20 | Cronologia completa delle presenze e delle reti in nazionale ― Iraq under 20 | Cronologia completa delle presenze e delle reti in nazionale ― Iraq under 20 | Cronologia completa delle presenze e delle reti in nazionale ― Iraq under 20 | Cronologia completa delle presenze e delle reti in nazionale ― Iraq under 20 | Cronologia completa delle presenze e delle reti in nazionale ― Iraq under 20 | Cronologia completa delle presenze e delle reti in nazionale ― Iraq under 20 |
| Data                                                                         | Città                                                                        | In casa                                                                      | Risultato                                                                    | Ospiti                                                                       | Competizione                                                                 | Reti                                                                         | Note                                                                         |
| ---------------------------------------------------------------------------- | ---------------------------------------------------------------------------- | ---------------------------------------------------------------------------- | ---------------------------------------------------------------------------- | ---------------------------------------------------------------------------- | ---------------------------------------------------------------------------- | ---------------------------------------------------------------------------- | ---------------------------------------------------------------------------- |
| 1-3-2023                                                                     | Tashkent                                                                     | Indonesia under 20                                                           | 0 – 2                                                                        | Iraq under 20                                                                | Coppa d'Asia Under-20 2023                                                   | -                                                                            |                                                                              |
| 4-3-2023                                                                     | Tashkent                                                                     | Iraq under 20                                                                | 0 – 1                                                                        | Uzbekistan under 20                                                          | Coppa d'Asia Under-20 2023                                                   | -                                                                            | 80’                                                                          |
| 7-3-2023                                                                     | Tashkent                                                                     | Iraq under 20                                                                | 1 – 1                                                                        | Siria under 20                                                               | Coppa d'Asia Under-20 2023                                                   | -                                                                            | 84’                                                                          |
| 11-3-2023                                                                    | Tashkent                                                                     | Iran under 20                                                                | 0 – 1                                                                        | Iraq under 20                                                                | Coppa d'Asia Under-20 2023                                                   | 1                                                                            |                                                                              |
| 15-3-2023                                                                    | Tashkent                                                                     | Iraq under 20                                                                | 2 – 2                                                                        | Giappone under 20                                                            | Coppa d'Asia Under-20 2023                                                   | 1                                                                            |                                                                              |
| 18-3-2023                                                                    | Tashkent                                                                     | Uzbekistan under 20                                                          | 1 – 0                                                                        | Iraq under 20                                                                | Coppa d'Asia Under-20 2023                                                   | -                                                                            |                                                                              |
| 22-5-2023                                                                    | La Plata                                                                     | Uruguay under 20                                                             | 4 – 0                                                                        | Iraq under 20                                                                | Mondiali Under-20 2023 - 1º turno                                            | -                                                                            |                                                                              |
| 25-5-2023                                                                    | La Plata                                                                     | Iraq under 20                                                                | 0 – 3                                                                        | Tunisia under 20                                                             | Mondiali Under-20 2023 - 1º turno                                            | -                                                                            |                                                                              |
| 28-5-2023                                                                    | La Plata                                                                     | Iraq under 20                                                                | 0 – 0                                                                        | Inghilterra under 20                                                         | Mondiali Under-20 2023 - 1º turno                                            | -                                                                            |                                                                              |
| Totale                                                                       |                                                                              | Presenze                                                                     | 9                                                                            |                                                                              | Reti                                                                         | 2                                                                            |                                                                              |